# Trochosa apothetica
Trochosa apothetica este o specie de păianjeni din genul Trochosa, familia Lycosidae. A fost descrisă pentru prima dată de Wallace, 1947. Conform Catalogue of Life specia Trochosa apothetica nu are subspecii cunoscute.